# Apostol Muzac
Apostol Muzac (n. 6 iulie 1987, București, România) este un fotbalist român care joacă pentru FC Delta Tulcea. Și-a făcut debutul în Liga I pe 11 septembrie 2010 în meciul Unirea Urziceni - FC Steaua București 1-0.